# Ranunculus habbemensis
Ranunculus habbemensis är en ranunkelväxtart som beskrevs av Merrill och Perry. Ranunculus habbemensis ingår i släktet ranunkler, och familjen ranunkelväxter. Inga underarter finns listade i Catalogue of Life.